# Peter Christian Scriba
Peter Christian Scriba (Hamburgo, 19 de agosto de 1935) é um clínico e endocrinologista alemão.

## Condecorações (seleção)
- 1987 Membro da Academia Leopoldina[1]
- 1992 Ordem do Mérito da República Federal da Alemanha
- 2008 Medalha Gustav von Bergmann
- 2015 Medalha Paracelso da Bundesärztekammer[2]